# جرذ أنداماني
جرذ أنداماني (الاسم العلمي: Rattus andamanensis) (بالإنجليزية: Indochinese Forest Rat)‏ هو نوع من الحيوانات يتبع جنس الجرذ من الفصيلة الفأرية.
سمي هذا النوع نسبةً إلى جزر أندامان في الهند.